# Ryder Dodd
Ryder Dodd, född 19 januari 2006 i Long Beach i Kalifornien, är en amerikansk vattenpolospelare som spelar i USA:s herrlandslag i vattenpolo. Han är yngre bror till vattenpolospelaren Chase Dodd.
Dodd var 17 år gammal när han gjorde 28 mål, flest i hela turneringen, när USA tog guld vid panamerikanska spelen 2023 och han var 18 år när han gjorde åtta mål i herrarnas turnering i vattenpolo vid olympiska sommarspelen 2024 där USA tog brons.